# CORALIE-Spektrograph
Der CORALIE-Spektrograph ist ein Echelle-Spektrograph im Bereich der Astronomie. Das naturwissenschaftliche Instrument wird zusammen mit einem Teleskop genutzt, um Sternspektren auszumessen, um mittels des Doppler-Effekts extrasolare Planeten durch die Radialgeschwindigkeitsmethode zu entdecken.
Es wurde im Zuge des Southern Sky extrasolar Planet search Programme am Leonhard-Euler-Teleskop am La-Silla-Observatorium in Chile installiert.
Der ELODIE-Spektrograph war das Pendant des Northern Extrasolar Planet Search Programms.

## Eigenschaften
Das spektrale Auflösungsvermögen von CORALIE beträgt {\displaystyle R={\lambda  \over \Delta \lambda }=50000} mit einer Zusammenfassung von jeweils 3 Pixeln. Der CCD-Detektor besitzt dabei 2000 × 2000 Pixel bei einer Pixelgröße von 15 µm.

## Planeten entdeckt durch CORALIE
Fünf Planeten wurden bisher durch CORALIE entdeckt, verifiziert durch andere Beobachtungsprogramme.

## Weiteres
- Liste von Exoplaneten
- ELODIE-Spektrograph
- SOPHIE-Spektrograph